# Fluvanna
Fluvanna è una comunità non incorporata degli Stati Uniti d'America della contea di Scurry nello Stato del Texas.  Si trova appena a sud della regione naturale del Llano Estacado in cima alla scarpata di Caprock, dove si incrociano la Farm-to-Market Road 1269 e la Ranch Road 612.
Fluvanna prende il nome dalla contea di Fluvanna, in Virginia. Venne fondata da promotori immobiliari che erano a conoscenza del fatto che la Roscoe, la Snyder e la Pacific Railway sarebbe terminata in questo sito. L'importanza di Fluvanna diminuì quando la Roscoe, Snyder and Pacific chiuse la stazione di Fluvanna nel 1941 e, contemporaneamente le principali autostrade bypassarono l'area. La popolazione scese da un massimo di 500 abitanti nel 1915 a 180 abitanti al censimento del 2000. Chiuse anche l'ufficio postale pur conservando il codice 79517.  Diverse società produttrici di energia eolica, come la General Electric, hanno uffici e negozi in città. Inoltre, è presente un minimarket ma nessuna stazione di servizio.